# Фини, Сейду
Сейду́ Фини́ (итал. Seydou Fini; родился 2 июня 2006 года, Нуоро) — итальянский футболист, нападающий клуба «Дженоа».

## Клубная карьера
Сейду Фини — воспитанник «Дженоа». 19 июля 2022 года подписал свой первый профессиональный контракт. За «Дженоа» дебютировал 22 октября 2023 года в матче 9-го тура чемпионата Италии против «Аталанты», став вторым игроком 2006 года рождения в Серии A после Симоне Пафунди. После матча главный тренер клуба Альберто Джилардино сказал, что у него «огромный потенциал».

## Карьера в сборной
За сборную Италии до 17 лет провёл три матча на чемпионате Европы. За сборную до 18 лет сыграл 3 встречи.